# Société Jules Verne
Die Société Jules Verne ist eine Vereinigung, die 1935 gegründet wurde und sich mit Werk des Schriftstellers Jules Verne befasst. Der Sitz der Vereinigung ist in Paris in Frankreich.

## Geschichte
Die von Jean Guermonprez 1935 gegründete Société Jules Verne wurde 1939 aufgelöst und nahm ihre Tätigkeit im Januar 1966 wieder auf. Sie besteht derzeit aus mehr als 200 Mitgliedern weltweit. Das Hauptziel der Vereinigung besteht darin, Jules Verne und sein Werk bekannt zu machen. Die Société Jules Verne veröffentlichte:
- Analytische Bibliographie aller Werke von Jules Verne (2 Bände, 1977 und 1985) von Piero Gondolo della Riva
- Originalversionen der postumen Romane, herausgegeben und überarbeitet zwischen 1905 und 1910 vom Sohn Michel Verne
- Korrespondenz zwischen Jules und Michel Verne mit ihren Verlegern Louis-Jules und Pierre-Jules Hetzel (5 Bände)

## Bulletin der Société Jules Verne
Die Vereinigung ist Herausgeber des Bulletins der Société Jules Verne (BSJV). Die erstmals 1935 erschienene Schrift war im Jahr 2018 in ihrer 208. Ausgabe. Hierbei fallen in die sogenannte alte Reihe 13 Ausgaben und die bis heute fortgeführte Reihe umfasste Ende 2018 195 Ausgaben. Lange kam sie vierteljährlich, seit 2010 kam sie alle vier Monate heraus, seit 2017 erscheint sie zweimal jährlich, dafür aber mit größerem Seitenumfang.  Herausgeber war zwischen 1969 und 2012 Olivier Dumas, seit Juni 2012 wird die Schrift von Volker Dehs herausgegeben.
Das Bulletin der Société Jules Verne bringt die Arbeit der Verniens weltweit zusammen. Anders als die Revue Jules Verne ist es selten thematisch begrenzt und veröffentlicht die neueste wissenschaftliche Forschung zu Jules Verne. Die Schrift veröffentlichte die meisten der unveröffentlichten Werke von Jules Verne sowie Briefe von seinen Freunden Nadar und Alexandre Dumas der Jüngere einschließlich der Korrespondenz seines Sohnes Michel Verne mit dem Verleger Hetzel.

## Vorsitzende
- Jean Guermonprez: 1935–1959
- Joseph Laissus: 1966–1969
- Olivier Dumas: 1969–2013
- Jean-Pierre Albessard: seit 2013